# ISO 3166-2:ES
ISO 3166-2:ES é o subconjunto da Organização Internacional para Padronização, código de região subnacional padrão ISO 3166-2, que pertence a Espanha. Os códigos definidos abrangem os nomes das principais subdivisões de todos os países codificados no ISO 3166-1.
Atualmente, o ISO 3166-2 define os códigos para dois níveis de subdivisões na Espanha:
- 17 comunidades autônomas e 2 cidades autônomas no norte da África.

- 50 províncias.

Os códigos consistem em duas partes separados por hífen. A primeira parte é ES, o código da Espanha no ISO 3166-1 alfa-2. A segunda parte é um código de dois dígitos. Para as províncias, as letras foram originalmente usadas nos registros de placas de veículos.
Os códigos para as seguintes províncias são baseados nos nomes de suas respectivas capitais em vez de seus próprios nomes:
- Álava/Araba (ES-VI): Vitoria
- Astúrias (ES-O): Oviedo
- Balears (ES-PM): Palma
- Cantábria (ES-S): Santander
- Guipúzcoa/Gipuzkoa (ES-SS): San Sebastián
- La Rioja (ES-LO): Logroño
- Las Palmas (ES-GC): Las Palmas de Gran Canaria
- Vizcaya/Bizkaia (ES-BI): Bilbau

## Códigos atuais
Os nomes das subdivisões são listadas no ISO 3166-2 de acordo com padrão publicado pelo Maintenance Agency (ISO 3166/MA).
Os códigos ISO 639-1 são usados para representar os nomes de subdivisões nos seguintes idiomas administrativos:  
- (es): espanhol
- (eu): basco
- (ca): catalão
- (gl): galego

Exceto onde indicado, os nomes são dados em espanhol (castelhano). Em comunidades autônomas e nas províncias, onde qualquer uma das línguas regionais é a única língua oficial, o nome em espanhol é apresentado entre colchetes a fim de obter informações. Nas subdivisões onde um idioma regional é o oficial ao lado do espanhol, ambos os idiomas são listados verticalmente.

### Comunidades autônomas e cidades autônomas no Norte da África
| Código | Nome da subdivisão    | Categoria                          |
| ------ | --------------------- | ---------------------------------- |
| ES-AN  | Andaluzia             | comunidade autônoma                |
| ES-AR  | Aragão                | comunidade autônoma                |
| ES-AS  | Astúrias              | comunidade autônoma                |
| ES-CN  | Canárias              | comunidade autônoma                |
| ES-CB  | Cantábria             | comunidade autônoma                |
| ES-CM  | Castela-Mancha        | comunidade autônoma                |
| ES-CL  | Castela e Leão        | comunidade autônoma                |
| ES-CT  | Catalunha             | comunidade autônoma                |
| ES-EX  | Estremadura           | comunidade autônoma                |
| ES-GA  | Galiza                | comunidade autônoma                |
| ES-IB  | Baleares              | comunidade autônoma                |
| ES-RI  | La Rioja              | comunidade autônoma                |
| ES-MD  | Comunidade de Madrid  | comunidade autônoma                |
| ES-MC  | Múrcia                | comunidade autônoma                |
| ES-NC  | Navarra               | comunidade autônoma                |
| ES-PV  | País Basco            | comunidade autônoma                |
| ES-VC  | Comunidade Valenciana | comunidade autônoma                |
| ES-CE  | Ceuta                 | cidade autônoma no norte da África |
| ES-ML  | Melilha               | cidade autônoma no norte da África |

### Províncias
| Código | Nome da subdivisão (es)      | Na comunidade autônoma |
| ------ | ---------------------------- | ---------------------- |
| ES-C   | A Coruña (gl) [La Coruña]    | GA                     |
| ES-VI  | Álava Araba (eu)             | PV                     |
| ES-AB  | Albacete                     | CM                     |
| ES-A   | Alicante Alacant (ca)        | VC                     |
| ES-AL  | Almería                      | AN                     |
| ES-O   | Asturias                     | AS                     |
| ES-AV  | Ávila                        | CL                     |
| ES-BA  | Badajoz                      | EX                     |
| ES-PM  | Balears (ca) [Baleares]      | IB                     |
| ES-B   | Barcelona [Barcelona]        | CT                     |
| ES-BU  | Burgos                       | CL                     |
| ES-CC  | Cáceres                      | EX                     |
| ES-CA  | Cádiz                        | AN                     |
| ES-S   | Cantabria                    | CB                     |
| ES-CS  | Castellón Castelló (ca)      | VC                     |
| ES-CR  | Ciudad Real                  | CM                     |
| ES-CO  | Córdoba                      | AN                     |
| ES-CU  | Cuenca                       | CM                     |
| ES-GI  | Girona (ca) [Gerona]         | CT                     |
| ES-GR  | Granada                      | AN                     |
| ES-GU  | Guadalajara                  | CM                     |
| ES-SS  | Gipuzkoa (eu)                | PV                     |
| ES-H   | Huelva                       | AN                     |
| ES-HU  | Huesca                       | AR                     |
| ES-J   | Jaén                         | AN                     |
| ES-LO  | La Rioja                     | RI                     |
| ES-GC  | Las Palmas                   | CN                     |
| ES-LE  | León                         | CL                     |
| ES-L   | Lleida (ca) [Lérida]         | CT                     |
| ES-LU  | Lugo (gl) [Lugo]             | GA                     |
| ES-M   | Madrid                       | MD                     |
| ES-MA  | Málaga                       | AN                     |
| ES-MU  | Murcia                       | MC                     |
| ES-NA  | Navarra Nafarroa (eu)        | NC                     |
| ES-OR  | Ourense (gl) [Orense]        | GA                     |
| ES-P   | Palencia                     | CL                     |
| ES-PO  | Pontevedra (gl) [Pontevedra] | GA                     |
| ES-SA  | Salamanca                    | CL                     |
| ES-TF  | Santa Cruz de Tenerife       | CN                     |
| ES-SG  | Segovia                      | CL                     |
| ES-SE  | Sevilla                      | AN                     |
| ES-SO  | Soria                        | CL                     |
| ES-T   | Tarragona (ca) [Tarragona]   | CT                     |
| ES-TE  | Teruel                       | AR                     |
| ES-TO  | Toledo                       | CM                     |
| ES-V   | Valencia València (ca)       | VC                     |
| ES-VA  | Valladolid                   | CL                     |
| ES-BI  | Bizkaia (eu)                 | PV                     |
| ES-ZA  | Zamora                       | CL                     |
| ES-Z   | Zaragoza                     | AR                     |

## Alterações
As seguintes alterações foram anunciadas pela ISO 3166/MA em boletins desde a primeira publicação da ISO 3166-2, em 1998:  
| Boletim informativo | Data de emissão                   | Descrição da alteração no boletim | Código/Subdivisão de alteração |
| ------------------- | --------------------------------- | --- | --- |
| Boletim I-1         | 21/06/2000                        | Elementos de códigos para comunidades autônomas retirados para corrigir os códigos duplicados na codificação de todo o território espanhol (ver 4.1.1 da ISO 3166-2). Introdução de uma terceira coluna indicando o nível regional de loteamento que não está codificado (ver 4.4. c) da ISO 3166-2). Introdução de dois nomes alternativos de formulários. Correção de um erro de ortografia. | |
| Boletim I-2         | 21/05/2002                        | Correção ortográfica e atualização de informações de cabeçalho. Quatro correções na ortografia das subdivisões | Códigos: Illes Balears: ES-PM → ES-IB (para corrigir o uso duplicado) ES-GE Gerona → ES-GI Girona |
| Boletim I-4         | 10/12/2002                        | Correção de erro: Subdivisão regional no indicador corrigida no ES-PM | |
| Boletim II-1        | 03/02/2010 (corrigido 19/02/2010) | Código de prefixo do país como o primeiro elemento de código, a realocação de códigos 3166-2 alfa-2 para evitar a duplicação, a atualização da estrutura administrativa, além de nomes em idiomas administrativos | Códigos: (para corrigir o uso duplicado) Astúrias, Principado de: ES-O → ES-AS Cantábria (comunidade autônoma): ES-S → ES-CB La Rioja: (comunidade autônoma): ES-LO → ES-RI Madrid, da Comunidade de: ES-M → ES-MD Em múrcia, na Região de: ES-MU → ES-MC Navarra, Comunidad Foral de: ES-NA → ES-NC |

## Territórios especiais
As duas áreas seguintes não estão na área de abrangência do regime aduaneiros da União Européia excepcionalmente reservados pelo ISO 3166-1 alfa-2 a pedido da Organização Mundial de Alfândegas:
- EA Ceuta, Melilla
- IC Ilhas Canárias

No entanto, estes códigos não correspondem de forma alguma, a norma ISO 3166-2 códigos dos para códigos de territórios.